# Węglokoks
Węglokoks S.A. – spółka zrzeszająca przedsiębiorstwa z sektora górniczego, hutniczego, energetycznego i logistycznego. Przedsiębiorstwo założono w 1951 r. jako Centralę Handlu Zagranicznego Węglokoks, zajmującą się głównie eksportem węgla kamiennego.
Obecnie eksport węgla jest nadal ważnym elementem działalności spółki, jednak reagując na zmiany na międzynarodowych rynkach firma rozwija działalność związaną z pośrednictwem w międzynarodowym handlu oraz importem. Nowa aktywność Węglokoksu dotycząca importu węgla wynika z dokumentu rządowego „Program dla sektora węgla kamiennego”, przyjętego w styczniu 2018 r., w którym Węglokoks został przywołany jako interwencyjny importer węgla na potrzeby krajowej energetyki i ciepłownictwa. W 2018 r. Węglokoks sprzedał spółkom energetycznym importowany węgiel w ilości około 1,1 mln ton.
Węglokoks SA stoi na czele Grupy Kapitałowej, w której skład wchodzą: Węglokoks Energia, Węglokoks Kraj, Węglokoks Stal, Huta Pokój, Huta Łabędy, Walcownia Blach Batory, Interbalt oraz Biuro Centrum.

## Grupa kapitałowa Węglokoks SA
- Huta Łabędy S.A. z siedzibą w Gliwicach (kupiona od Kompanii Węglowej S.A.)
- Huta Pokój S.A. z siedzibą w Rudzie Śląskiej[4]
- Węglokoks Kraj Sp. z o.o. z siedzibą w Piekarach Śląskich (KRS 0000080618) o kapitale akcyjnym: 173,3 mln zł
- Węglokoks Rybnicki Okręg Wydobywczy Sp. z o.o. w organizacji (spółka celowa, nazwana roboczo Nowa Kompania Węglowa, a obecnie po zmianie nazwy Polska Grupa Górnicza Sp. z o.o. w której mają znaleźć się wszystkie 11 kopalń: KWK Bielszowice, KWK Chwałowice, KWK Halemba-Wirek, KWK Jankowice, KWK Marcel, KWK Pokój, KWK Rydułtowy-Anna, KWK Sośnica, KWK Bolesław Śmiały, KWK Piast KWK Ziemowit i pozostałe zakłady należące do Kompanii Węglowej.) (KRS 0000544386) o kapitale akcyjnym 500 mln zł[5]
- Przedsiębiorstwa Obrotu Energią i Paliwami „EGW” Sp. z o.o. (obecnie po zmianie nazwy Węglokoks Energia Sp. z o.o.) z siedzibą w Katowicach (KRS 0000041516) o kapitale akcyjnym: 119 mln zł
- Centrala Zbytu Węgla „Węglozbyt” SA z siedzibą w Katowicach, ul. Kościuszki 30 (KRS 0000059625) o kapitale akcyjnym 1 mln zł zajmująca się sprzedażą węgla
- Nadwiślańska Spółka Energetyczna Sp. z o.o. (obecnie po zmianie nazwy Węglokoks Energia Nse Sp. z o.o. nabyta od Kompanii Węglowej S.A. z siedzibą w Brzeszczach KRS 0000054901) o kapitale akcyjnym 69,4 mln zł dostarczająca ciepło do kopalń i śląskich miast
- Inter Balt Sp. z o.o. z siedzibą w Gdańsku operator usług portowych w Gdańsku, Gdyni, Świnoujściu i Szczecinie
- Górnośląskie Towarzystwo Lotnicze S.A. z siedzibą w Katowicach, al. Korfantego 38 KRS 0000023650 o kapitale akcyjnym 137,1 mln zł zarządzające Międzynarodowym Portem Lotniczym Katowice w Pyrzowicach
- Polkarbon GmbH (Austria)
- Weglokoks-Scandinavia A/S under frivillig likvidation (Dania, w likwidacji)

## Link zewnętrzny
- Oficjalna strona internetowa.